# Línea 541 (Lomas de Zamora)
La línea 541 es una línea de colectivos de jurisdicción municipal de Lomas de Zamora. Une la Estación de Banfield con el Puente de la Noria.
La línea fue operada por Expreso Vieytes S.R.L., hasta diciembre del año 2011. Pero Actualmente con las líneas 543, 544, 549, 561 y 562, es operada por la empresa Yitos S.A.

## Recorrido
- Recorrido A – Ramal A – Barrio Sitra

Ida a Villa Albertina: Desde Estación Banfield por María E. Sorrentino de Ciaccio, Leandro Nicéforo Alem, Vieytes, Boulevard Santa Fe, Rodríguez Peña, Glade, 12 de octubre, Profesor Cid Guidi de Franc, Siciliano, General Martín Rodríguez, Camino Presidente Perón, Marsella, A. Machado, París, A. Bello hasta Virgen de Itatí.
Vuelta a Estación Banfield: Desde A. Bello y Virgen de Itatí por A. Bello, París, A. Machado, Marsella, General Martín Rodríguez, Siciliano, Profesor Cid Guidi de Franc, 12 de octubre, Glade, Rodríguez Peña, Boulevard Santa Fe, Vieytes, Acevedo, Berutti, María E. Sorrentino de Ciaccio hasta Estación Banfield.
- Recorrido B – Ramal B – Barrio Centenario por Milán

Ida a Villa Albertina: Desde Estación Banfield por María E. Sorrentino de Ciaccio, Leandro Nicéforo Alem, Vieytes, Boulevard Santa Fe, Rodríguez Peña, Ingeniero Pereyra, Glade, Bilbao la Vieja, General Martín Rodríguez, Milán, Ámsterdam, M. de Unamuno, Marsella, A. Machado, París, A. Bello hasta Virgen de Itatí.
Vuelta a Estación Banfield: Desde A. Bello y Virgen de Itatí por A. Bello, París, A. Machado, Marsella, M. de Unamuno, Ámsterdam, Milán, General Martín Rodríguez, Bilbao La Vieja, Glade, Ingeniero Pereyra, Rodríguez Peña, Boulevard Santa Fe, Vieytes, Acevedo, Berutti, María E. Sorrentino de Ciancio hasta Estación Banfield.